# Фуккай-Мару
Фуккай-Мару — транспортне судно, яке під час Другої світової війни брало участь у операціях японських збройних сил на Тихому океані.
У серпні 1942-го судно залучили до перевезення військовополонених. 16 серпня воно вийшло з Сінгапура, маючи на борту 1100 полонених та вантаж бокситів. 29 серпня «Фуккай-Мару» досягнуло Такао (наразі Гаосюн на Тайвані), де полонені два тижні вивантажували боксити та завантажували рис. 15—22 вересня судно здійснило перехід до корейського порту Пусан, де висадило пасажирів.
Станом на першу половину грудня 1943-го судно перебувало на Палау (важливий транспортний хаб на заході Каролінських островів). 3 грудня воно вийшло звідси до Нової Гвінеї в конвої «Вевак-Холландія № 5», а вже за дві години останній був атакований американським підводним човном USS Pogy. Субмарині вдалось торпедувати «Фуккай-Мару», яке затонуло всього за три хвилини. Разом з транспортом загинули 6 членів екіпажу та 52 військовослужбовці, що перебували на борту.